# Картун Нетърк ТУ
Картун Нетърк ТУ (на английски: Cartoon Network TOO или за по-кратко CN Too) е бивш детски телевизионен канал, вариант на Cartoon Network в Обединеното кралство. Стартира на 24 април 2006 г. с TCM 2, но след един месец – на 24 май Cartoon Network TOO и TCM 2 се отделят като самостоятелни канали и стават 24-часови. На 1 април 2014 г. каналът е официално закрит.

## История
На 24 април 2006 г. стартира Cartoon Network Too, в същия ден, в който стартира и Nick Jr. Too. Cartoon Network Too излъчва от 3 сутринта до 7 вечерта, споделяйки честота на излъчване с TCM 2. През първите си месеци Cartoon Network Too излъчва главно по-стари предавания от Cartoon Network, сред които Лабораторията на Декстър, Реактивните момичета, Джони Браво, Шантави състезания и Крава и пиле и други. След този период каналът преминава към формат „Модерна класика“, излъчвайки много от тогавашните предавания на Cartoon Network заедно с програми, излъчвани по Boomerang, и понякога по-стари програми.

### Блок Картунито
Започвайки от септември 2006 г., Cartoon Network Too се отказва от 9 от своите 16 часа програмиране на ден за Cartoonito като програмен блок от 6 сутринта до 3 следобед. Ефирното време на Cartoon Network Too остава от 3 сутринта до 7 следобед, но действителното програмиране от Cartoon Network Too се излъчва само между 3 и 6 сутринта, след това от 15 до 19 часа, тъй като останалите часове съдържат програмата на Cartoonito.

### 24 часов канал
На 2 май 2007 г. Търнър обявява, че Cartoon Network Too ще бъде разширен до пълен 24-часов слот от 24 май и ще се слее с Toonami, заемайки неговия слот. За да се подготвят за сливането, зрителите получават три седмици предизвестие.
През май 2012 г. логото на Cartoon Network Too беше променено в съответствие с вече актуализираното основно лого на Cartoon Network и започва излъчване към аудитория, фокусирана повече върху момчетата, с по-силен фокус върху екшън-приключенски програми като Бен 10: Извънземна сила и Междузвездни войни: Войните на клонираните. Каналът също започва да се нарича и просто „CN TOO“. По време на нощните часове, обикновено между полунощ и 6 сутринта, той също излъчва някои от по-старите предавания, които вече не са много гледаеми.

## Закриване
На 1 април 2014 г. Cartoon Network Too беше спрян. Последната програма, която излъчва канала, е епизод на Skatoony, последван от реклами на излъчващото се по Cartoon Network. Следва клип на излъчващото се съдържание на Cartoon Network от 2007 г., който е показан непълен, тъй като тогава сигналът на Cartoon Network +1 бива пуснат в Cartoon Network Too.